# Sobekemhat
Sobekemhat (Sbk-m-ḥ3t, "Sobec és al davant") va ser un alt funcionari egipci durant la dinastia XII. Va ser Supervisor del tresor durant el regnat del rei Senusret III. Se'l coneix només per la seva mastaba situada al costat de la piràmide de Senusret III a Dashur, que va ser excavada l'any 1894 per Jacques de Morgan.
La mastaba estava construïda amb maons de tova i amb una coberta de pedra calcària. El seu exterior estava decorat amb relleus que es van trobar en petits fragments que portaven el nom i els títols de Sobekemhat. Aquests fragments estaven en tan mal estat que Morgan no va poder identificar el propietari de la tomba en un primer moment.
Sobre una taula d'ofrenes se'l veu portant el títol de tresorer. La seva mastaba es una de tres que hi ha al nord de la piràmide del rei, sent la de Sobekemhat la més propera. La següent mastaba pertany al djati Nebit i la tercera a un altre alt funcionari, potser un altre djati. Per tant, es pot dir que la tomba de Sobekemhat era la més antiga de les tres.
Durant molt de temps es va pensar que Sobekemhat va ocupar el càrrec de djati, però els fragments de relleu amb el títol provenen de la propera mastaba de Nebit.